# Gibbaeum
A Gibbaeum a szegfűvirágúak (Caryophyllales) rendjébe, ezen belül a kristályvirágfélék (Aizoaceae) családjába tartozó nemzetség.

## Előfordulásuk
A Gibbaeum-fajok természetes körülmények között kizárólag a Dél-afrikai Köztársaságban fordulnak elő.

## Rendszerezés
A nemzetségbe az alábbi 17 faj tartozik (de a fajokat a következő fajcsoportokba is besorolják: Gibbaeum sect. Gibbaeum és Gibbaeum sect. Mentocalyx):
- Gibbaeum album N.E.Br.
- Gibbaeum angulipes (L.Bolus) N.E.Br.
- Gibbaeum dispar N.E.Br.
- Gibbaeum esterhuyseniae L.Bolus
- Gibbaeum geminum N.E.Br.
- Gibbaeum gibbosum (Haw.) N.E.Br.
- Gibbaeum hartmannianum Thiede & Niesler
- Gibbaeum heathii (N.E.Br.) L.Bolus
- Gibbaeum ihlenfeldtii Thiede
- Gibbaeum nebrownii Tischler
- Gibbaeum nuciforme (Haw.) Glen & H.E.K.Hartmann
- Gibbaeum pachypodium (Kensit) L.Bolus
- Gibbaeum petrense (N.E.Br.) Tischler
- Gibbaeum pilosulum (N.E.Br.) N.E.Br.
- Gibbaeum pubescens (Haw.) N.E.Br. - típusfaj
- Gibbaeum shandii (N.E.Br.) N.E.Br.
- Gibbaeum velutinum (L.Bolus) Schwantes